# 皮提勒克河
皮提勒克河，也称贝提力克达利亚河，位于中华人民共和国新疆维吾尔自治区若羌县东南部羌塘高原地区的一条河流，是依协克帕提河左岸支流，发源于昆仑山主山脊海拔6860米的布喀达坂峰冰川区，上游大体由东南向西北流，下游逐渐转向北流，于依协克帕提湖下游小湖区汇入依协克帕提河。河长280千米，流域面积8869平方千米，年均径流量约2.47亿立方米。